# Aiszt 1
Aiszt 1 (oroszul: Аист 1, magyarul: gólya) orosz technológiai műhold, melyet 2013. december 28-án indítottak. Ez volt a műholdtípus második indítása, az első az Aiszt 2 volt, melyet 2013. április 19-én indítottak.
A kutatási és oktatási célokat szolgáló mikroműhold létrehozását 2006-ban javasolták először a  Szamarai Állami Űrkutatási és Repülési Egyetem hallgatói. A műhold kifejlesztése 2008-ban kezdődött a CSZKB-Progressz vállalat fiatal szakembereinek és a Szamarai Állami Űrkutatási és Repülési Egyetem hallgatóinak és oktatóinak részvételével. A programot a Szamarai terület adminisztrációja anyagilag támogatta. Az Aiszt műholdakat a CSZKB-Progressz vállalat építette.
Elsőként a műhold második megépített példányát, az Aiszt műholdat 2013. április 19-én indították a bajkonuri űrrepülőtérről egy Bion–M műholdhoz kapcsolva. Az Aiszt 1 indítására 2013. december 28-án került sor.

## Küldetés
Feladata oktatási, tudományos, technikai és kísérleti programok végrehajtása, műholdak tesztelése. Meghatározni, hogy a mikrogravitációs gyorsulás hatástényezőit hogyan lehet minimalizálni. Pályasíkjában mérni a mikroszkopikus űrszemét jelenlétét, a Föld mágneses mezőjének jelenlétét. Speciális napelemek, gallium-arzenid (GaAs) működésének tesztelése. A mért eredményeket tárolja, majd vevőállomásokra továbbítja. Rádióamatőröknek pozícióméréshez jeleket sugároz. A Global Positioning System (GPS) és a GLONASZSZ navigációs rendszerekkel ellenőrzi orbitális paramétereit. A helyzetstabilitást biztosító giroszkópjainak gyorsításával, lassításával képes pályaadatait módosítani.

## Repülési adatai
2013. december 28-án a kisméretű űreszközt a Pleszeck űrrepülőtér 43/3-as indítóállásából, Volga végfokozattal felszerelt Szojuz–2–1v típusú hordozórakétával juttatták alacsony Föld körüli pályára. Ez volt az orosz könnyű, kétfokozatú űrhajózási hordozórakéta első indítása. A műhold pályája 64,9 fokos hajlásszögű, az alacsony Föld körüli pálya perigeuma 575 kilométer, apogeuma 575 kilométer volt. Tömege 53 kg, tervezett élettartama 3 év.